# The Heat Is On
The Heat Is On is een nummer van de Amerikaanse Eagles-gitarist Glenn Frey. Het is afkomstig van de soundtrack van de film Beverly Hills Cop uit 1984. In december 1984 werd het nummer eerst in de VS en Canada op single uitgebracht. Op 11 maart 1985 volgden Australië, Nieuw-Zeeland, Japan, Equador, Guatemala, Peru, Argentinië en Brazilië en ten slotte in mei dat jaar Europa.

## Achtergrond
"The Heat Is On" is geschreven door Harold Faltermeyer en Keith Forsey. Glenn Frey, die net heeft getekend bij de uitvoerende platenmaatschappij, wordt via een auditie gekozen als zanger van het nummer, vanwege zijn stemgeluid. Frey neemt de vocals voor het nummer in één dag op. De volgende dag neemt hij de bijbehorende gitaarriffs en de achtergrondzang op. Frey wordt beloond met 15.000 dollar voor zijn werk.
De plaat, waarin de saxofoon prominent aanwezig is, werd een grote hit in Noord-Amerika, Europa en Oceanië. In Frey's thuisland de Verenigde Staten bereikte de plaat de 2e positie in de Billboard Hot 100. In Canada werd de 8e positie bereikt, in Australië de 2e, Nieuw-Zeeland de 22e, in Duitsland de 4e positie. In het Verenigd Koninkrijk behaalde de plaat de 12e positie in de UK Singles Chart.
In Nederland was de plaat op zondag 28 april 1985 de 70e Speciale Aanbieding bij de KRO op Hilversum 3 en werd een radiohit in de destijds drie landelijke hitlijsten op de nationale publieke popzender. De plaat bereikte een bescheiden 31e positie in de Nederlandse Top 40, de 28e positie in de TROS Top 50 en piekte op een 19e positie in de Nationale Hitparade. In de Europese hitlijst, de TROS Europarade, werd de 12e positie behaald.
In België bereikte de plaat de 27e positie in de voorloper van de Vlaamse Ultratop 50 en de 18e positie in de Vlaamse Radio 2 Top 30. In Wallonië werd geen notering behaald.
In 2015 werd de plaat gebruikt in de radio-en televisiereclame spots van verwarmingsproducent Remeha.
Wordt al wat jaren gebruikt als intro van De Slechtste chauffeur van Nederland